# Kenora
Kenora é uma cidade do Canadá, localizada no oeste da província de Ontário, perto da província canadense de Manitoba. Winnipeg localiza-se a 200 km oeste de Kenora. Sua população é de 15 838 habitantes.